# Юссуф Траоре (малійський футболіст)
Юссуф Траоре (фр. Youssouf Traoré, нар. 22 січня 1998) — малійський футболіст, захисник клубу «Джоліба».